# Исландс-Брюгге (станция метро)
Исландс-Брюгге (дат. Islands Brygge) — подземная станция Копенгагенского метрополитена. Расположена на линии M1 между станциями Кристиансхаун и ДР-Бюэн.

## Особенности
Станция Исландс-Брюгге открыта 19 октября 2002 года, в числе 11 станций на участке между Нёррепортом (дат. Nørreport) и Вестамагером (дат. Vestamager), с юго-восточным ответвлением к станции Лерграуспаркен (дат. Lergravsparken).
Станция Исландс-Брюгге является первой станцией в Эрестаде и последней подземной станцией линии M1, после неё все станции линии до Вестамагера наземные или надземные. Исландс-Брюгге является станцией мелкого заложения (всего на 2010 год из девяти подземных станций три станции мелкого заложения и шесть глубокого). Тоннель вбилизи станции построен открытым методом (англ. Cut & Cover) с разработкой грунта экскаваторами. Конструкция станции представляет собой железобетонный короб длиной 60 и шириной 20 метров. Станция имеет одну платформу островного типа, доступ к которой из наземных вестибюлей осуществляется при помощи лестниц эскалаторов (в Копенгагенском метрополитене так же предусмотрены лифты для пассажиров-инвалидов на колясках). На станции установлены платформенные раздвижные двери.
Географически станция находится на северо-западе острова Амагер, в районе Исландс-Брюгге, расположенном на севере района Эрестад. Возле станции находится основной кампус гуманитарного факультета университета Копенгагена.